# Андреевское сельское поселение (Челябинская область)
Андреевское се́льское поселе́ние — муниципальное образование в Брединском районе Челябинской области Российской Федерации. В рамках административно-территориального устройства муниципальное образование  соответствует административно-территориальной единице Андреевский сельсовет.
Административный центр — посёлок Андреевский.

## История
Статус и границы сельского поселения установлены Законом Челябинской области от 13 сентября 2004 года № 268-ЗО «О статусе и границах Брединского муниципального района и сельских поселений в его составе».

## Население
| 2002  | 2010  | 2011  | 2012  | 2013  | 2014  | 2015  |
| ----- | ----- | ----- | ----- | ----- | ----- | ----- |
| 1943  | ↘1878 | ↘1874 | ↘1844 | ↘1813 | ↘1791 | ↘1789 |
| 2016  | 2017  | 2018  | 2019  | 2020  | 2021  |       |
| ↘1773 | ↘1747 | ↗1752 | ↘1724 | ↘1697 | ↘1496 |       |

## Состав сельского поселения
| № | Населённый пункт | Тип населённого пункта          | Население |
| - | ---------------- | ------------------------------- | --------- |
| 1 | Андреевский      | посёлок, административный центр | ↗1440     |
| 2 | Мариинский       | посёлок                         | ↘438      |